# Водранци
Водранци (на словенски: Vodranci) е село в Словения, Подравски регион, община Ормож. Според Националната статистическа служба на Република Словения през 2015 г. селото има 136 жители.